# 별해캄목
별해캄목(Zygnematales)은 녹조류에 속하는 목으로, 잘 알려진 해캄속과 별해캄속 등과 함께 수천여 종을 포함하고 있다.

## 하위 과
- 중간띠먼지말과 (Mesotaeniaceae)
- 별해캄과 (Zygnemataceae)

## 갤러리

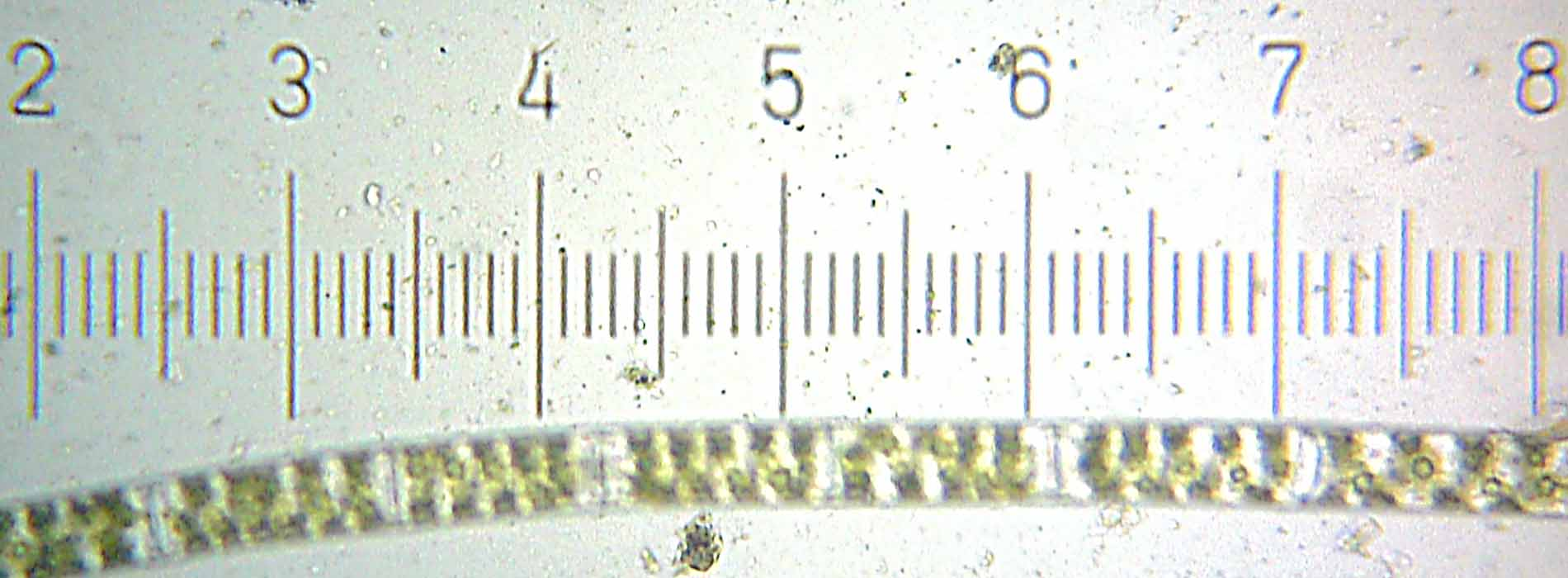
Spirogyra. 각 눈금 = 122 µM
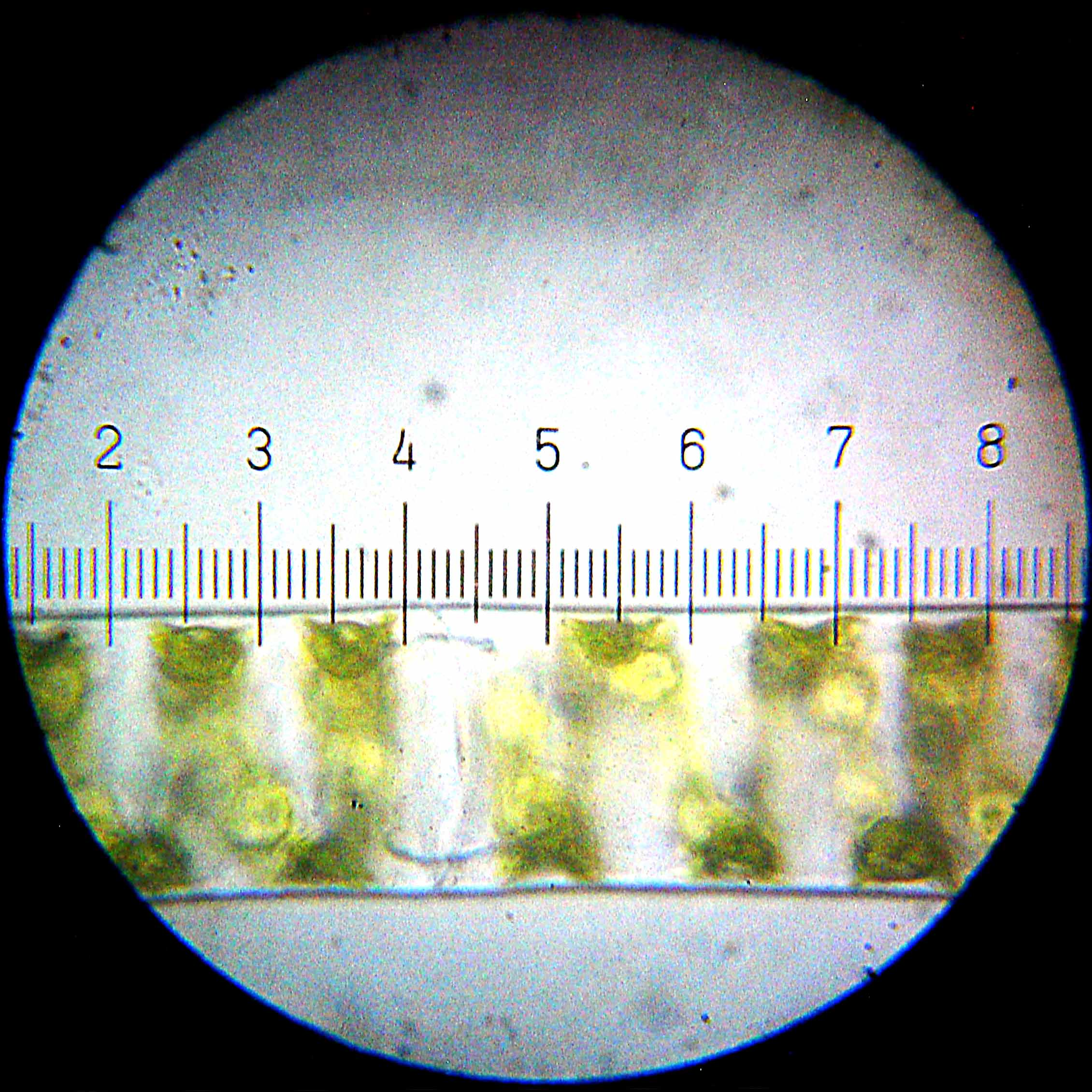
Spirogyra. 각 눈금 = 20 µM
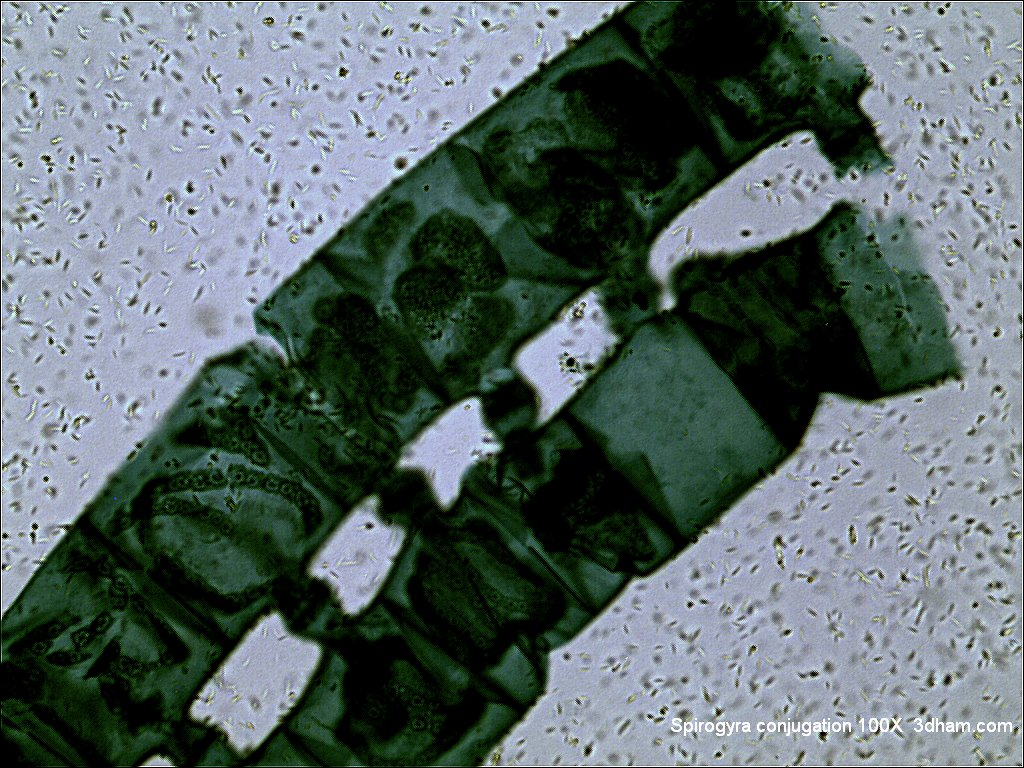
현미경으로 본 Spirogyra 한 쌍
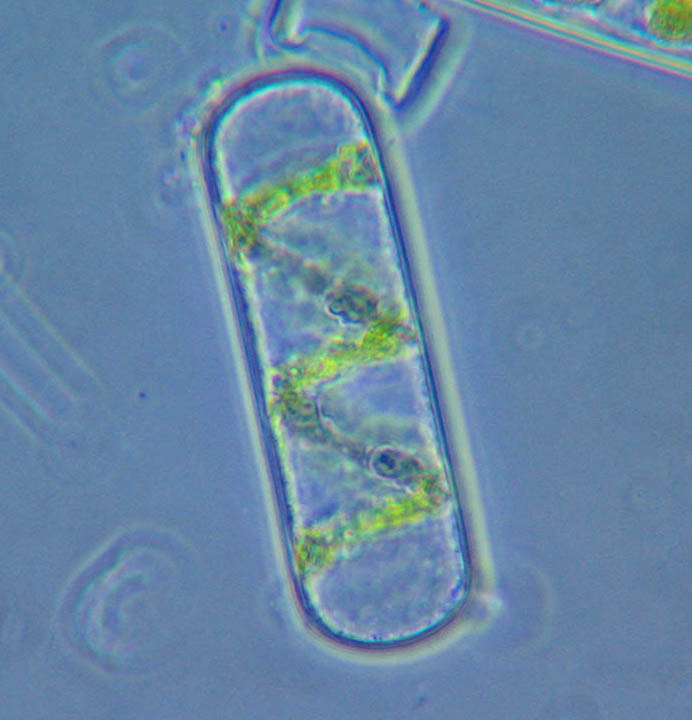
하나의 Spirogyra 세포